# The Last Days of American Crime
The Last Days of American Crime es una película de suspenso y acción estadounidense dirigida por Olivier Megaton a partir de un guion escrito por Karl Gajdusek. Está protagonizada por Édgar Ramírez, Anna Brewster, Michael Pitt y Sharlto Copley y está basada en la novela gráfica del mismo nombre de 2009 de Rick Remender y Greg Tocchini.
Fue lanzada el 5 de junio de 2020 por Netflix.

## Reparto
- Édgar Ramírez como Graham Bricke.
- Anna Brewster como Shelby Dupree.
- Michael Pitt como Kevin Cash.
- Sean Cameron Michael como Pete Slatery.
- Alonso Grandio como Checkpoint Army Ranger.
- Sharlto Copley

- Mohammad Tiregar como Steven Carpenter

## Producción
El 27 de julio de 2018, se anunció que Édgar Ramírez interpretaría al criminal Graham Bricke en la adaptación cinematográfica del cómic The Last Days of American Crime de Rick Remender, la cual sería dirigida por Olivier Megaton, a partir de un guion escrito por Karl Gajdusek. La película es producida por Jesse Berger de Radical Studios, Jason Michael Berman de Mandalay Pictures y Barry Levine y Kevin Turen. En octubre de 2018, Anna Brewster, Michael Pitt y Sharlto Copley se unieron al elenco de la película.
La fotografía principal de la película comenzó el 6 de noviembre de 2018. La filmación se llevó a cabo en Ciudad del Cabo y Johannesburgo.